# Les Amazones font l'amour et la guerre
Pour les articles homonymes, voir Les Amazones.
Pour plus de détails, voir Fiche technique et Distribution.
Les Amazones font l'amour et la guerre (Le Amazzoni - Donne d'amore e di guerra) est un film d'aventure italien d'Alfonso Brescia, sorti en 1973.

## Synopsis
Une tribu de guerrières féroces terrorise des villageois, et en particulier les hommes, qu'elle tue après les avoir asservis. Personne n'a le courage de combattre ces Amazones, jusqu'à ce que les femmes des villages, terrorisées, s'associent à une bande de brigands et forment un groupe de combat…

## Fiche technique
- Titre français : Les Amazones font l'amour et la guerre[2]
- Titre original italien : Le Amazzoni - Donne d'amore e di guerra
- Pays d'origine :  Italie
- Année : 1973
- Réalisation : Alfonso Brescia
- Scénario : Mario Amendola, Bruno Corbucci et Fernando Vizcaíno Casas (es)
- Directeur de la photographie : Riccardo Pallottini (it)
- Effets spéciaux : Sergio Chiusi
- Compositeur : Franco Micalizzi
- Producteur : Riccardo Billi
- Société de production : Roas Produzioni
- Société de distribution : Alpherat S.p.a.
- Langue : italien
- Genre : aventure
- Format : Mono - Technicolor - 2,35:1 - 35 mm
- Durée : 100 minutes
- Date de sortie :
  - Italie : 11 août 1973
  - France : 28 juillet 1976 (Paris)

## Distribution
- Lincoln Tate	: Zeno
- Lucretia Love : Eraglia
- Paola Tedesco : Valeria
- Mirta Miller	: Melanippe
- Benito Stefanelli : Erno
- Genie Woods : Antiope
- Solvi Stübing : Sinade
- Alberto Dell'Acqua :	Llio
- Roberto Alessandri
- Giancarlo Bastianoni : Filodos
- Frank Braña
- Luigi Ciavarro : Turone
- Pilar Clemens : Elperia
- Sonia Ciuffi : Fara
- Fernanda Dell'Acqua
- Liliana Fioramonti
- Leonilde Simoncelli
- Luigi Antonio Guerra
- Sybilla Barbara Hubner
- Patrizia Luparia
- Chris McCollins
- Riccardo Pizzuti : Medonte
- Rosanne Ratcliffe
- Nadia Russeau
- Edith Shock
- Daniela Silverio
- Marco Stefanelli (it) : Medio
- Franco Ukmar : Artemio